# Rusca, Putila
Rusca (în ucraineană Руська, transliterat Ruska, în germană Ruska) este un sat în raionul Putila din regiunea Cernăuți (Ucraina), depinzând administrativ de comuna Seletin. Are 474 locuitori, preponderent ucraineni (huțuli).
Satul este situat la o altitudine de 833 metri, în partea de est a raionului Putila, pe frontiera cu România.

## Istorie
Localitatea Rusca a făcut parte încă de la înființare din Principatul Moldovei. După anexarea Bucovinei de către Imperiul Habsburgic în anul 1775, localitatea Rusca a făcut parte din Ducatul Bucovinei, guvernat de către austrieci. 
După Unirea Bucovinei cu România la 28 noiembrie 1918, satul Rusca a făcut parte din componența României, în Plasa Putilei a județului Rădăuți. Pe atunci, majoritatea populației era formată din ucraineni, existând și comunități de români și de evrei. 
Ca urmare a Pactului Ribbentrop-Molotov (1939), Bucovina de Nord a fost anexată de către URSS la 28 iunie 1940, reintrând în componența României în perioada 1941-1944. Apoi, Bucovina de Nord a fost reocupată de către URSS în anul 1944 și integrată în componența RSS Ucrainene. 
Începând din anul 1991, satul Rusca face parte din raionul Putila al regiunii Cernăuți din cadrul Ucrainei independente. Conform recensământului din 1989, numărul locuitorilor care s-au declarat români plus moldoveni era de 5 (2+3), reprezentând 0,87% din populație . 
În acest sat este un punct de trecere auto și pietonal în România pentru cetățenii români și ucraineni cu domiciliul permanent in județele și regiunile de frontieră, prin județul Suceava: Ulma - Rusca. În prezent, satul are 474 locuitori, preponderent ucraineni.

## Demografie
Componența lingvistică a localității Rusca
     Ucraineană (98,31%)
     Română (1,05%)
     Alte limbi (0,63%)
Conform recensământului din 2001, majoritatea populației localității Rusca era vorbitoare de ucraineană (98,31%), existând în minoritate și vorbitori de română (1,05%).
1989: 572 (recensământ) 
2007: 474 (estimare)